# 文学故鄉
文學故鄉 ，是日本文學家坂口安吾在1941年(昭和16年)發表的隨筆。

## 概要
坂口安吾以四個簡短的故事舉例，分別是《小紅帽》、日本狂言《鬼瓦》、芥川龍之介的生活筆記，及《伊勢物語》中的一則故事，讀完後會有「被一把推開的遺棄之感」，認知及價值觀與一般傳統觀念截然不同，通常被認為無法在文學中成立。不過，在故事背後隱藏的卻是超越理所當然的殘酷，無法逃脫，這便是「文學的故鄉」。在人生的道路上，人們必須先意識到自己所生存的世界其實是一片虛無，在那裡，沒有道德便是道德，是深植於大地的的生活。文學的故鄉便是文學的起點，但坂口安吾認為人們的目標絕對不是回歸故鄉，而是在故鄉中孕育出文學，如同人類須從虛無中建構出人類生存的意義，以獲得救贖。

## 外部連結
- 『文学のふるさと』：新字新仮名 - 青空文庫（日語）